# تاریخ علم
تاریخ علم رشته و شاخه‌ای از تاریخ است که به بررسی چند و چون تغییر درک انسان از دانش و علم و فناوری در درازای هزاره‌ها می‌پردازد؛ و اینکه چگونه این درک، دستیابی به پیشرفت علمی نوین را برای ما ممکن ساخته‌است. از جمله زمینه‌های پژوهش در این رشته می‌توان به تأثیرات فرهنگی، اقتصادی، و سیاسی بر علم و دانش و فناوری اشاره‌کرد.
نوآوری‌های دانش و فناوری در بسیاری از نقاط جهان پیشینه دارند و هند، ایران، یونان، چین و مصر در این زمینه سهم بسزایی دارند.
تاریخ علم دانشی است در راستای بررسی و بیان چگونگی وقایع علمی و نیز، تبیین چرایی وقوع آن‌ها. در اینکه علم و دانش به‌علت عجین بودن با نطق بشری عمری تقریباً به اندازه نوع بشر دارد شکی نیست. خاستگاه علم بشر مطابق با حضور او در هر نقطهٔ کره زمین بوده‌است. اما آنچه می‌توانیم به آن استناد کنیم مکتوباتی است که تاریخ ثبت بسیاری از وقایع علمی را از سده‌های ۶ قبل از میلاد مسیح در مناطق مصر و بابل و در میان فنیقی‌ها گزارش می‌نماید. ما به منظور نظم دهی به مطالعات تاریخی، بررسی خود را به پنج دوره اساسی پیشرفت علمی تقسیم می‌نماییم. این دوره‌ها خود به دوره‌های دیگری منقسم می‌شوند که عبارت‌اند از:
۱) دوره یونیانیان - اسکندرانی
۲) دوره میانه ۳)دوره انقلاب علمی در سده ۱۷ ۴)دوره مادیگرایی در سده ۱۹ ۵) دوره نوین

## ده نظریه انقلابی در تاریخ علم
۱۰. نظریه اطلاعات: کلود شانن ۱۹۴۸
۹. نظریه بازی‌ها: جان فون نویمان و اسکار مورگنشترن ۱۹۴۴
۸. نظریه اکسیژنی احتراق: آنتوان لاوازیه ۱۷۷۰
۷. نظریه تکتونیک صفحه‌ای: آلفرد وگنر ۱۹۱۲؛ توزو ویلسون ۱۹۶۰
۶. نظریه مکانیک آماری: جیمز کلرک ماکسول، لودویگ بولتزمان، ویلارد گیبس، اواخر قرن ۱۹
۵. نظریه نسبیت خاص: اینشتین ۱۹۰۵
۴. نظریه نسبیت عام: اینشتین ۱۹۱۵
۳. نظریه کوانتومی: ماکس پلانک، نیلز بوهر، ورنر هایزنبرگ، اروین شرودینگر، ماکس بورن، آلبرت اینشتین، پل دیراک، ولفگانگ پائولی ۱۹۰۰–۱۹۲۶
۲. نظریه فرگشت با گزینش طبیعی: چارلز داروین ۱۸۵۹
۱. نظریه خورشید مرکزی: کوپرنیک ۱۵۴۳